# Pycina
Pycina es un género de lepidópteros de la subfamilia  Nymphalinae en la familia Nymphalidae que se encuentra desde México a Sudamérica.

## Especies
Tiene las siguientes especies reconocidas:
- Pycina zamba Doubleday, 1849
- Pycina zelys Godman & Salvin, 1884